# SV Centauri
SV Centauri (SV Cen / HD 102552 / CD-59 3950) es una estrella variable en la constelación de Centaurus. Su distancia al sistema solar no es bien conocida —el satélite Hipparcos no midió su paralaje—, estimándose en 12.700 años luz aproximadamente.
SV Centauri constituye una binaria cercana —las dos componentes se hallan muy próximas entre sí— y mientras unas fuentes la consideran una binaria semidesprendida, otras la consideran una binaria de contacto. El tipo espectral conjunto es B2, siendo las componentes del sistema una estrella caliente de la secuencia principal de tipo B1 y una gigante —o gigante luminosa— azul de tipo B6.5II-III. La relación entre las masas de ambas componentes, q, es igual a 0,84, siendo las respectivas temperaturas efectivas de 28.000 y 17.000 K; otras fuentes indican temperaturas notablemente inferiores, 11.330 y 7.800 K, en concordancia con el tipo espectral considerado, B8.
El período orbital del sistema es de 1,65898 días (39,82 horas), estando clasificada SV Centauri como una binaria eclipsante del tipo W Ursae Majoris. Su brillo fluctúa entre magnitud aparente +8,71 y +9,98, existiendo un eclipse principal y un eclipse secundario, correspondiendo una caída en el brillo de 1,27 magnitudes para el primero y 0,74 magnitudes para el segundo.